# جيد بيرد
جيد بيرد (بالإنجليزية: Jade Bird)‏ هي عازفة قيثارة ومغنية مؤلفة بريطانية، ولدت في 1 أكتوبر 1997 في هكسهام ‏ في المملكة المتحدة.

## وصلات خارجية
- الموقع الرسمي
- جيد بيرد على موقع IMDb (الإنجليزية)
- جيد بيرد على موقع ميوزك برينز (الإنجليزية)
- جيد بيرد على موقع أول ميوزيك (الإنجليزية)
- جيد بيرد على موقع ديسكوغز (الإنجليزية)